# Стад де Пон Жюмо (стадіон)
Стад де Пон Жюмо (фр. Stade des Ponts Jumeaux) — регбі стадіон, який було відкрито 24 листопада 1907 року у Пон Жюмо (район Тулузи), в південно-західній частині Франції.

## Історія
Земля була придбана командою Тулузи. Не обійшлось і без фінансової допомоги від міських нотаблей — Ернеста Валлон, професора права Тулузького університету, президента Олімпійського Стадіону Студентів з Тулузи (фр. Stade olympien des étudiants de Toulouse), після якого і отримав своє прізвисько стадіон Ла Валлон (фр. Le Wallon) та організації Друзі Тулузи (фр. Les amis du Stade toulousain). За час свого існування на стадіоні розігрувано значну кількість матчів, на які завітували вболівальники зі всього світу. Так наприклад, 18 січня 1925, тут пройшов матч між збірною Нової Зеландії та збірною Франції, який відвідало 30 000 вболівальників.
На початку 1980-х років, землю на якій знаходився стадіон було викуплено в примусовому порядку, щоб звільнити місце для кільцевої дороги і клуб Тулуза перемістилися зі стадіону Пон Жюмо на новий стадіон Септ-Дені (фр. Sept-Deniers), який пізніше було перейменовано у Стад Ернест-Валлон (фр. Stade Ernest-Wallon). Один з павільйонів на Стад Ернест-Валлон названий в честь старого стадіону Пон Жюмо.

## Фінальні матчі проведені на стадіоні Стад де Пон Жюмо
| Дата            | Переможець      | Результат | Фіналіст              | Стадіон                  | Глядачі |
| 4 квітня 1909   | Стад Бордле     | 17:0      | Тулуза                | Стад де Пон Жюмо, Тулуза | 15 000  |
| 31 березня 1912 | Тулуза          | 8:6       | Рейсінг Клаб де Франс | Стад де Пон Жюмо, Тулуза | 15 000  |
| 3 травня 1914   | Перпіньян       | 8:7       | Тарб                  | Стад де Пон Жюмо, Тулуза | 15 000  |
| 29 травня 1927  | Тулуза          | 19:9      | Стад Франсе Парі      | Стад де Пон Жюмо, Тулуза | 20 000  |
| 6 травня 1928   | Сексьйон Палуаз | 6:4       | Кійон                 | Стад де Пон Жюмо, Тулуза | 20 000  |
| 19 травня 1929  | Кійон           | 11:8      | Лезіньйон             | Стад де Пон Жюмо, Тулуза | 20 000  |
| 13 травня 1934  | Авірон Байонне  | 13:8      | Біарріц Олімпік       | Стад де Пон Жюмо, Тулуза | 18 000  |
| 12 травня 1935  | Біарріц Олімпік | 3:0       | Перпіньян             | Стад де Пон Жюмо, Тулуза | 23 000  |
| 10 травня 1936  | Нарбонн         | 6:3       | АС Монтферрад         | Стад де Пон Жюмо, Тулуза | 25 000  |
| 2 травня 1937   | В'єнн           | 13:7      | АС Монтферрад         | Стад де Пон Жюмо, Тулуза | 17 000  |
| 8 травня 1938   | Перпіньян       | 11:6      | Біарріц Олімпік       | Стад де Пон Жюмо, Тулуза | 24 600  |
| 30 квітня 1939  | Біарріц Олімпік | 6:0       | Перпіньян             | Стад де Пон Жюмо, Тулуза | 23 000  |
| 13 квітня 1947  | Тулуза          | 10:3      | Ажен                  | Стад де Пон Жюмо, Тулуза | 25 000  |
| 18 квітня 1948  | Лурд            | 11:3      | Тулон                 | Стад де Пон Жюмо, Тулуза | 29 753  |
| 15 травня 1949  | Кастр           | 3:3       | Стад Монтуа           | Стад де Пон Жюмо, Тулуза | 29 501  |
| 22 травня 1949  | Кастр           | 14:3      | Стад Монтуа           | Стад де Пон Жюмо, Тулуза | 23 000  |
| 16 квітня 1950  | Кастр           | 11:8      | Рейсінг Клаб де Франс | Стад де Пон Жюмо, Тулуза | 25 000  |